# Plastron (armure)

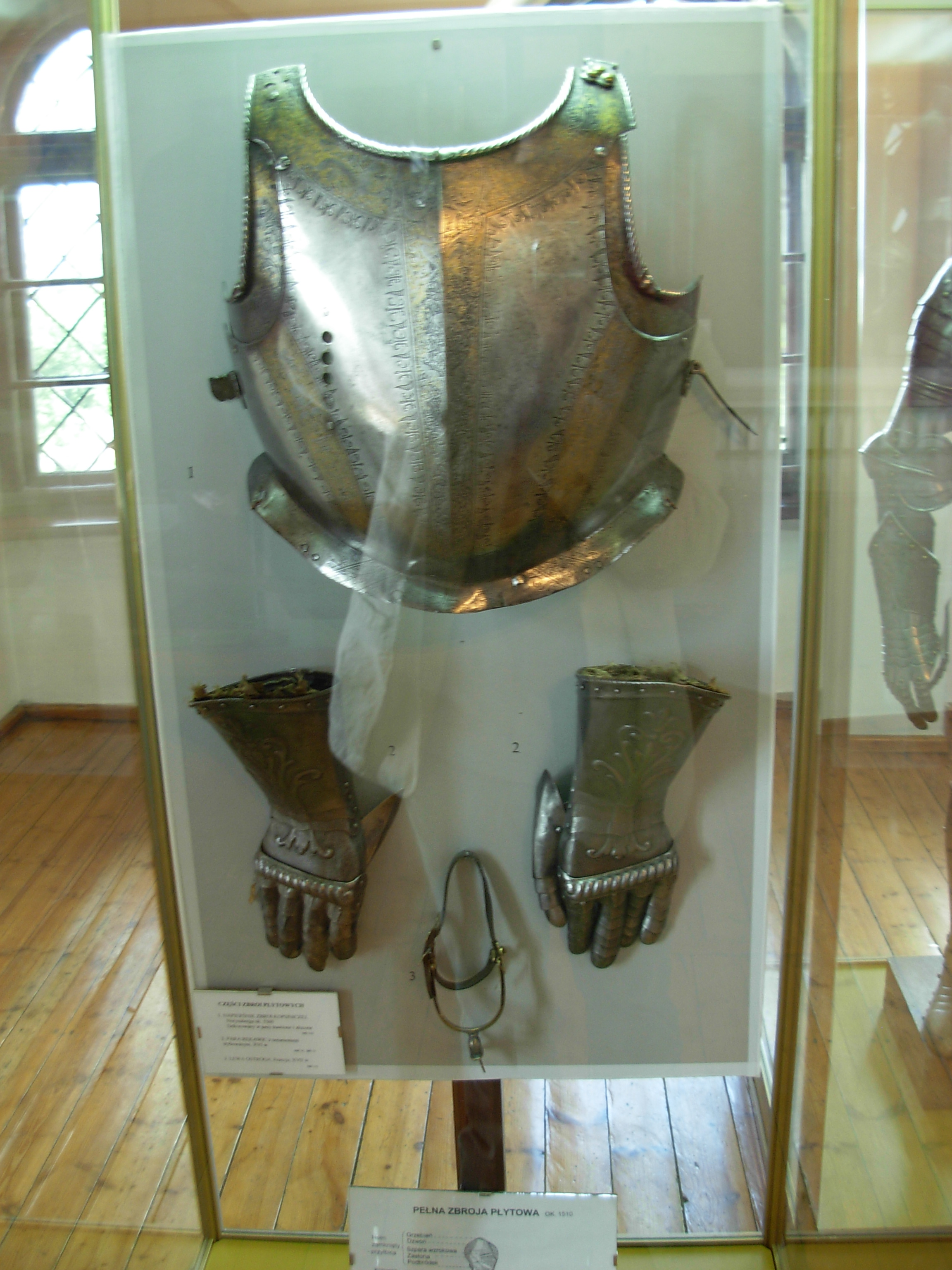
Un plastron et des gantelets.

Un plastron était une pièce d'armure portée autrefois sur le torse pour protéger contre les blessures, ou un vêtement de signification religieuse, ou d'élément de statut. Un plastron est parfois porté par des êtres mythologiques comme élément distinctif de vêtements.
Dans les armures médiévales, le plastron est la partie avant de l'armure de plaque couvrant le torse.
Il a été un élément indispensable de la protection individuelle du soldat depuis l'Antiquité, et a été l'une des dernières pièces de l'armure à être abandonnée avec le développement des armes à feu, car il protégeait les organes vitaux sans limiter la mobilité. Ils étaient habituellement faits de cuir, de bronze ou de fer dans l'Antiquité, puis en acier pendant le Moyen Âge.
Les gilets pare-balles sont leurs descendants modernes.